# Darja Nikolajewna Saltykowa

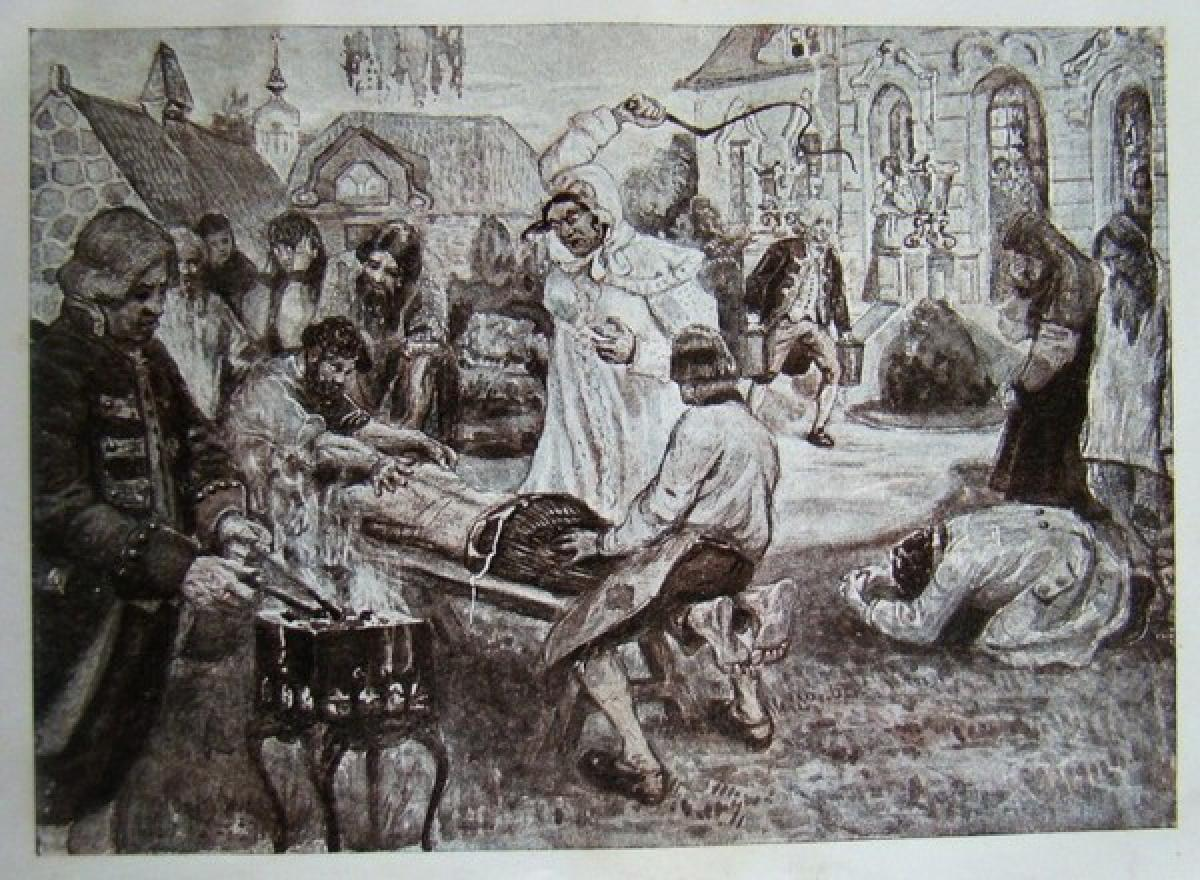
Darya Nikolayevna Saltykova bei der Bestrafung eines Leibeigenen, Darstellung von 1910

Darja Nikolajewna Saltykowa geb. Iwanowa (russisch Да́рья Никола́евна Салтыко́ва, wiss. Transliteration Dar'ja Nikolaevna Saltykova), oft mit Spitznamen Saltytschicha (russ. Салтычи́ха) genannt (* 1730; † 27. Novemberjul. / 9. Dezember 1801greg. in Moskau), war eine russische Adelige und Gutsherrin. In die Geschichte ging sie vor allem als extrem brutale Serienmörderin ein.

## Vorgeschichte
Saltykowa, geborene Iwanowa war die dritte Tochter eines wohlhabenden Großgrundbesitzers. Sie war mit dem Offizier Gleb Saltykow verheiratet und Mutter zweier seiner Söhne. Im Alter von 26 Jahren machte der Tod ihres Ehemannes sie zur alleinigen Besitzerin eines Hauses in Moskau sowie weiter Landflächen und Landgüter im europäischen Teil Russlands und damit auch zur Herrin über Tausende leibeigene Bauern.
Bis heute ist unklar, wann genau die Verbrechensserie angefangen hat und was der entscheidende Auslöser dafür war. Überliefert wurde jedoch, dass sie mit einer unglücklichen Liebe Saltykowas zum Ingenieur Nikolai Tjuttschew, dem Großvater des Dichters Fjodor Tjuttschew, zu tun haben könnte, der sie angeblich wegen einer rothaarigen Frau verlassen hatte.

## Verbrechen
Insgesamt sollen 139 Menschen durch Saltykowas Verbrechen zu Tode gekommen sein, wenngleich ihr nur 38 Opfer nachgewiesen werden konnten. Sie wurden in der Regel nicht direkt getötet, sondern starben extrem qualvoll an den Folgen der Folterungen, die Saltykowa ihnen zufügte. Bis auf zwei nachgewiesene Fälle waren alle Opfer weiblich, unter ihnen gab es auch einige 11- bis 12-jährige Mädchen. Saltykowa wurde bei ihren Verbrechen durch mehrere Komplizen unterstützt, die die Opfer während der Folter festhielten sowie später die Leichen entsorgten. Typischerweise begann Saltykowa eine ihr dienende Frau zu schlagen, während diese das Haus putzte, meist unter dem Vorwand mangelhaft ausgeführter Arbeit. Sie schlug zunächst mit einem Holzbalken oder einem heißen Bügeleisen mehrmals zu und zwang die Frau anschließend, ihre Arbeit weiter zu verrichten. Da diese nach den Schlägen dazu nicht mehr in der Lage war, wurde sie anschließend festgebunden und weiter gequält. Zu den bevorzugten Foltermethoden Saltykowas gehörten: Verbrennen der Haare, verhungern oder verdursten lassen, Übergießen des Kopfes oder des Gesichts mit kochendem Wasser, bei Frosttemperaturen nackt im Freien festbinden, Abreißen der Ohren mit glühender Zange, bei hochschwangeren Frauen auch andauernde Tritte in den Bauch. Darüber hinaus wurde Saltykowa des Kannibalismus verdächtigt.
Die meisten ihrer Taten beging sie auf ihrem Landgut Troizkoje nahe der Stadt Podolsk südlich von Moskau. Es dauerte mehrere Jahre, bis die Mordserie publik wurde und Saltykowa verhaftet wurde. Anfangs gab es in benachbarten Dörfern Gerüchte über eine brutale Gutsherrin in der nahen Umgebung. Wenig später wurden immer wieder aus Troizkoje kommende Kutschen mit verdächtiger, notdürftig bedeckter Ladung gesichtet – von Leichen, wie sich erwies. Zunächst versuchten die Fahrer dieser Kutschen sich damit herauszureden, es handele sich bei diesen Toten um Bauern, die eines natürlichen oder eines Unfalltodes gestorben seien. Später wurde bemerkt, dass die Leichen grausam verstümmelt waren. Einige wenige Bauern, die es wagten, Saltykowa bei den Behörden anzuzeigen, scheiterten an der korrupten Polizei und den Beziehungen der reichen Saltykowa zu den Machtstrukturen, die von ihr bestochen worden waren. Nicht selten kam es sogar vor, dass statt Saltykowa die Kläger bestraft wurden.

## Prozess
Der Wendepunkt in dieser Sache zeichnete sich erst nach der Machtübernahme durch Katharina die Große ab, die schon damals der Leibeigenschaft der Bauern in Russland kritisch gegenüberstand. 1762 schafften es zwei Bauern, deren Ehefrauen Saltykowa zum Opfer gefallen waren, ihre Beschwerde direkt an die Zarin zu übermitteln. Im Mai 1764 wurde gegen Saltykowa Anklage erhoben. Die Ermittlungen dauerten jahrelang, viele Details konnten erst nach und nach bewiesen werden, da viele Zeugen aus Angst um ihr Leben nicht aussagen wollten.
Der Prozess konnte erst 1768 abgeschlossen werden. Entlarvt wurden hierbei auch viele der korrupten Polizeibeamten, die die früheren Beschwerden gegen Saltykowa unterdrückt hatten. Ihnen wurden ihre Titel aberkannt, sie wurden enteignet und in Verbannung geschickt. Saltykowas unmittelbare Komplizen wurden zur öffentlichen Auspeitschung und zur Arbeitslagerhaft verurteilt. Saltykowa selbst wurde zunächst zum Tode verurteilt; da jedoch Katharina die Große vermutlich keinen Präzedenzfall für die anderen Adligen in Russland schaffen wollte, um nicht den Zorn dieser einflussreichen Bevölkerungsschicht auf sich zu ziehen, ihr auf der anderen Seite aber an einer Art Schauprozess lag, wurde das Todesurteil aufgehoben und stattdessen verfügt, Saltykowa lebenslang in ein unterirdisches Loch in einem Moskauer Kloster einzusperren. Unmittelbar vorher wurde sie auf dem Moskauer Roten Platz mit der angehängten Aufschrift „Peinigerin und Mörderin“ für eine Stunde öffentlich an den Pranger gestellt.

## Haft
In ihrer darauf folgenden Haft verbrachte Saltykowa 33 Jahre bis zu ihrem Tod. Ihre unterirdische, finstere Zelle wurde nur beleuchtet, wenn ihr Essen und Trinken gebracht wurde. Von einem ihrer Wärter bekam sie ein Kind, die näheren Umstände sind nicht bekannt.
Ihre Taten hat sie weder gestanden noch jemals bereut. Sie soll zeit ihres Lebens eine äußerst gläubige Person gewesen sein. Saltykowas verwahrloste Grabstätte ist auf dem Friedhof des Donskoi-Klosters in Moskau bis heute erhalten geblieben.